# Punata
Punata – miasto w Boliwii, w departamencie Cochabamba, w prowincji Punata.